# Palaeoloxodon
Palaeoloxodon Matsumoto, 1924 è un genere estinto di mammiferi proboscidati della famiglia Elephantidae. Si originò in Africa nel corso del Pliocene, espandendosi poi in Eurasia durante il Pleistocene.

## Tassonomia
Il genere contiene alcune delle più grandi specie di elefante, con altezze che superavano i 4 metri al garrese, tra cui il Palaeoloxodon recki in Africa, l'europeo Palaeoloxodon antiquus caratterizzato dalle zanne dritte, e l'asiatico Palaeoloxodon namadicus. Quest'ultimo, secondo alcuni autori, potrebbe essere stato il più grande mammifero terrestre, anche se le stime sono basate solo su reperti frammentari.
Accanto alle specie di taglia maggiore, sono presenti anche forme nane, la cui dimensione viene collegata al fenomeno del nanismo insulare che si sviluppò soprattutto nel mediterraneo, portando a specie la cui altezza al garrese arriva appena al metro.
Palaeoloxodon veniva in passato considerato un sottogenere di Elephas, ma recenti studi filogenetici ne giustificano l'inquadramento come genere a sé stante.
Comprende le seguenti specie:
- Palaeoloxodon antiquus
- Palaeoloxodon chaniensis
- Palaeoloxodon ekorensis
- Palaeoloxodon namadicus
- Palaeoloxodon naumanni
- Palaeoloxodon recki

### Specie nane delle isole del Mediterraneo

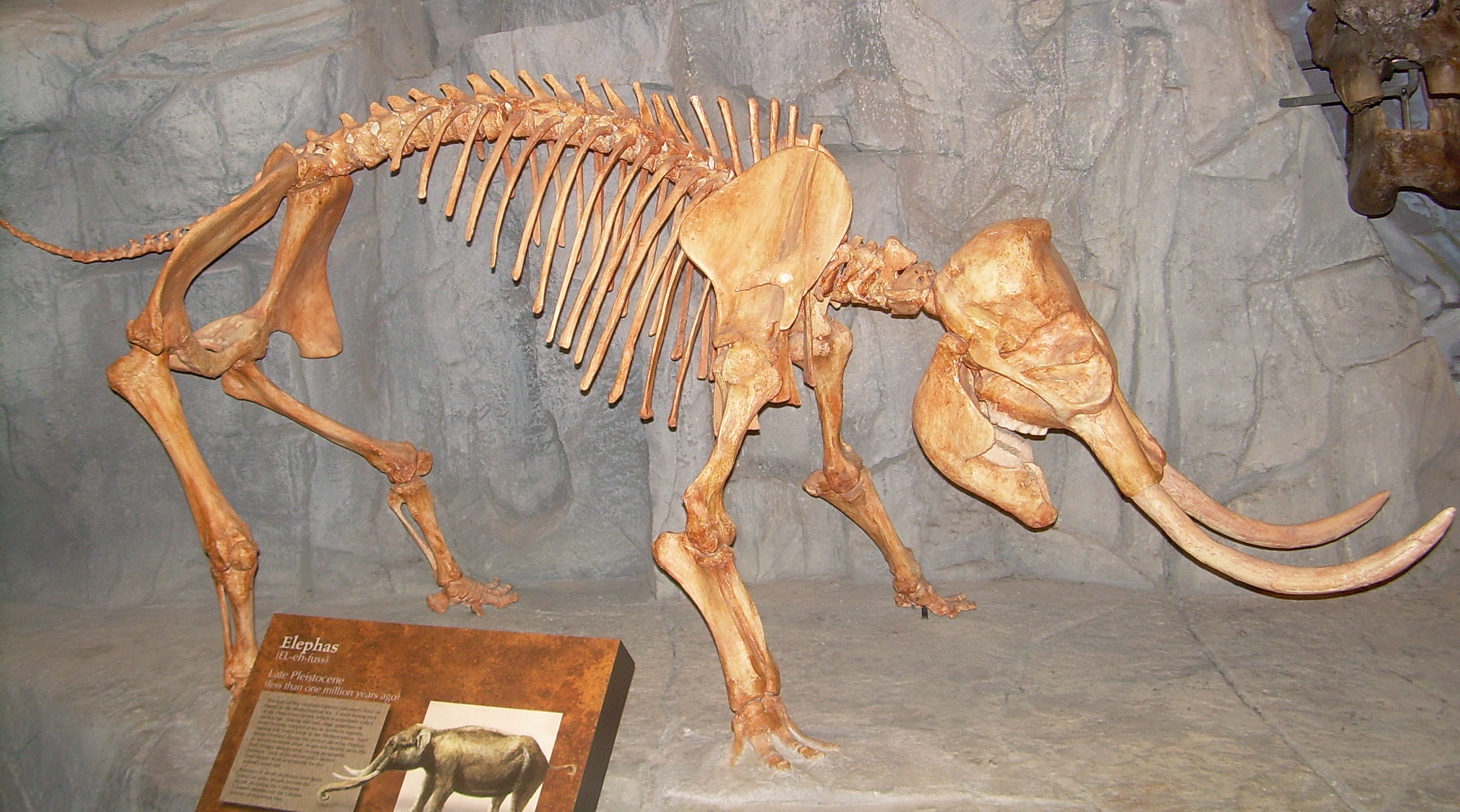
Scheletro di Palaeoloxodon falconeri

Le specie nane delle isole del Mediterraneo discendono quasi certamente da P. antiquus, riducendo le dimensioni a causa dell'isolamento dell'ambiente in cui vivevano, che ha comportato una diminuzione della quantità di alimentazione disponibile.
- P. creutzburgi (Creta)
- P. xylophagou (Cipro)
- P. cypriotes (Cipro)
- P. lomolinoi (Naxos)
- P. tiliensis (Tilos)
- P. melitensis (Malta)
- P. mnaidriensis (Sicilia e Malta)
- P. falconeri (Sicilia e Malta)

## Ecologia
Si ritiene che le specie di Palaeoloxodon avessero un comportamento sociale simile a quello dei moderni elefanti, con femmine e esemplari giovani che vivevano in piccoli gruppi, mentre i maschi adulti conducevano vita solitaria.
Le specie africane di Palaeoloxodon, come pure P. namadicus sono considerate erbivore, mentre si pensa che P. antiquus avesse una dieta mista e che oltre alle erbe si dedicasse anche a brucare tenere fronde di albero.

## Relazioni con esseri umani
Resti delle specie P. recki, P. antiquus e P. naumanni sono stati ritrovati in siti dove erano presenti anche utensili in pietra o con segni di incisioni nelle loro ossa, indicando che questi animali potrebbero essere stati macellati dopo essere stati cacciati. Questi siti datano da 1,6-1,3 milioni di anni fa, fino a 40.000 anni fa, indicando la presenza di esseri umani sia arcaici che moderni.